# Keltonia wheeleri
Keltonia wheeleri är en insektsart som beskrevs av Henry 2002. Keltonia wheeleri ingår i släktet Keltonia och familjen ängsskinnbaggar. Inga underarter finns listade i Catalogue of Life.